# Acacia atramentaria
Acacia atramentaria är en ärtväxtart som beskrevs av George Bentham. Acacia atramentaria ingår i släktet akacior, och familjen ärtväxter. Inga underarter finns listade i Catalogue of Life.